# St.-Marien-Kirche Delve

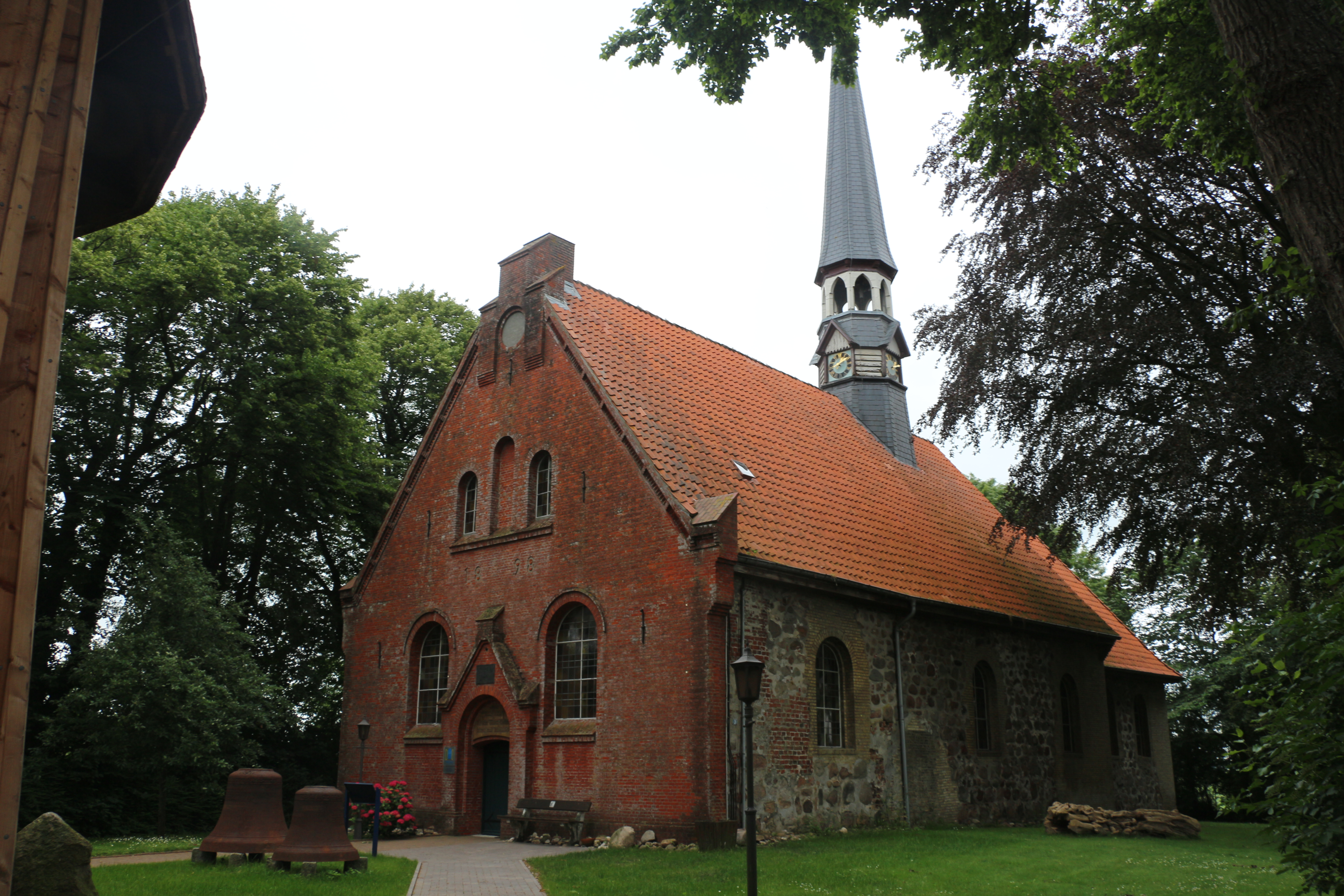
St.-Marien-Kirche Delve

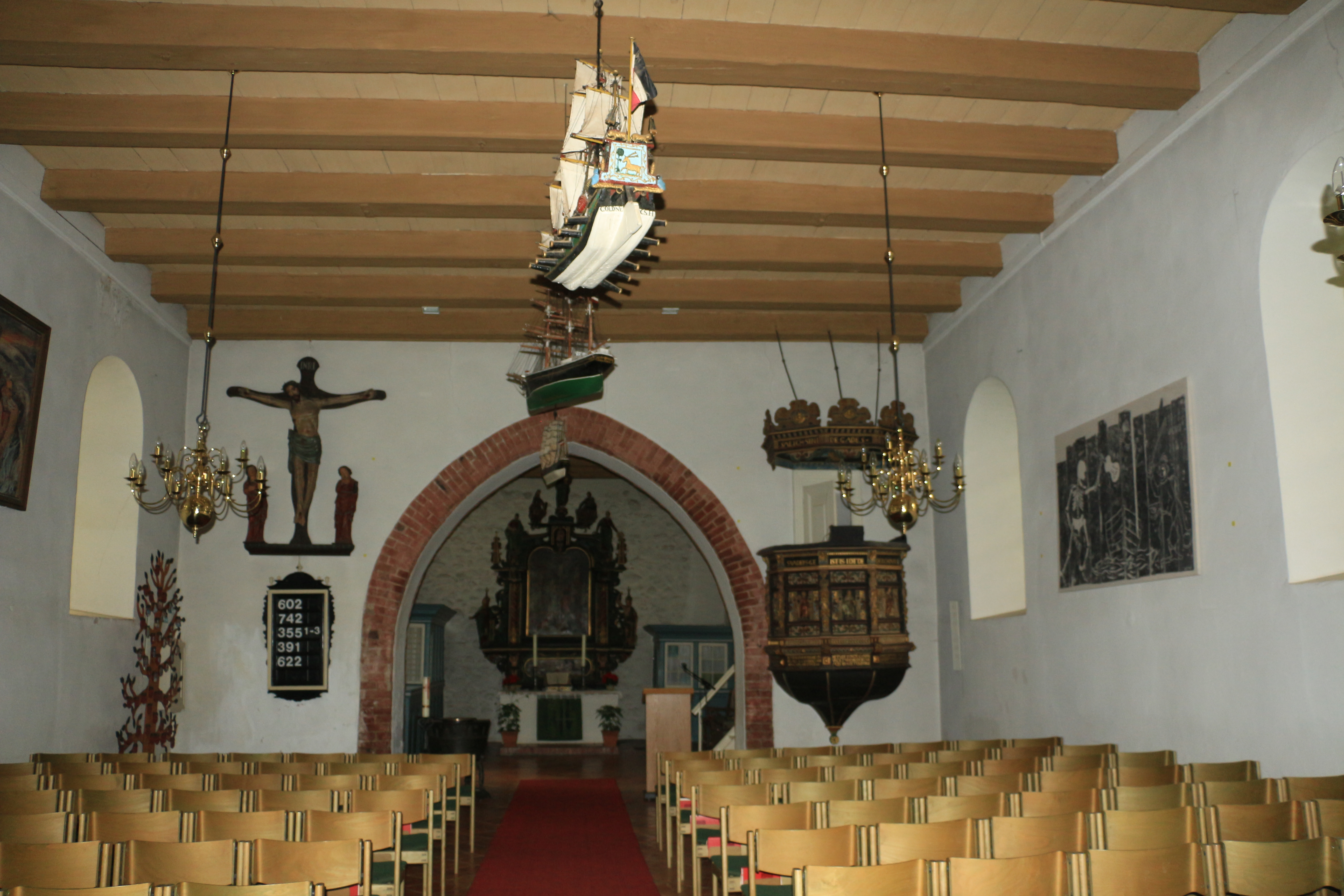
Innenansicht

Die St.-Marien-Kirche in Delve, einer Gemeinde im Kreis Dithmarschen in Schleswig-Holstein, ist eine Feldsteinkirche aus dem 13. Jahrhundert. Sie ist der Gottesmutter Maria geweiht. Die Kirchengemeinde gehört zum Kirchenkreis Dithmarschen der Evangelisch-Lutherischen Kirche in Norddeutschland. Sie ist ein geschütztes Kulturdenkmal mit der Objekt-ID 1669 im Denkmalschutzgesetz und beherbergt eine reiche Kirchenausstattung.

## Geschichte und Bau
Die Kirche wurde im frühen 13. Jahrhundert erbaut. Die Saalkirche besteht aus einem Langhaus und einem eingezogenen, gerade geschlossenen Chor im Osten. Die Fassade im Westen, in der sich das Portal befindet, wurde 1898 aus Backsteinen errichtet. Das Mauerwerk aus Feldsteinen musste mit Backsteinen geflickt werden. 1877 wurde dem Satteldach des Langhauses ein achteckiger, neugotischer Dachreiter aufgesetzt, der die Turmuhr beherbergt, und der mit einem spitzen Helm bedeckt ist. 
Etwas abseits befindet sich ein vierkantiger, hölzerner Glockenstapel als Glockenturm, der nach 1559 anstelle eines steinernen Rundturms errichtet wurde.

## Ausstattung
Das älteste Ausstattungsstück ist das bronzene Taufbecken aus zweite Hälfte des 13. Jahrhunderts. Der Kessel wird von vier Trägerfiguren, die auf einem Standring stehen, getragen. In der oberen Zone finden sich zahlreiche kleine Reliefs, darunter ein thronender Christus, die Patroziniumsheilige Maria und eine Kreuzigungsgruppe.
Die hölzerne Kanzel im Renaissancestil ist ein Werk von Jürgen Heitmann der Ältere von 1618. 
Das Altarretabel von 1652 wird Henning Claussen zugeschrieben.
Die jetzige Orgel von Paschen Kiel Orgelbau wurde 1976 eingeweiht.

## Gemeinde
Die heutige Kirchengemeinde umfasst dieselben Ort wie das Kirchspiel Delve im Mittelalter, nämlich außer dem Kirchort selbst die Dörfer Hollingstedt, das inzwischen nach Delve eingemeindete Schwienhusen und Bergewöhrden. Die Gemeinde teilt sich den Pastor mit der Kirchengemeinde Pahlen. Beiden Gemeinden haben sich mit den Kirchengemeinden Albersdorf und Tellingstedt zu Region Geest zusammengeschlossen.